# Bécarde unicolore
Pachyramphus homochrous
Espèce
Répartition géographique
Statut de conservation UICN

 LC  : Préoccupation mineure
La Bécarde unicolore (Pachyramphus homochrous) est une espèce de passereaux de la famille des Tityridae.

## Description

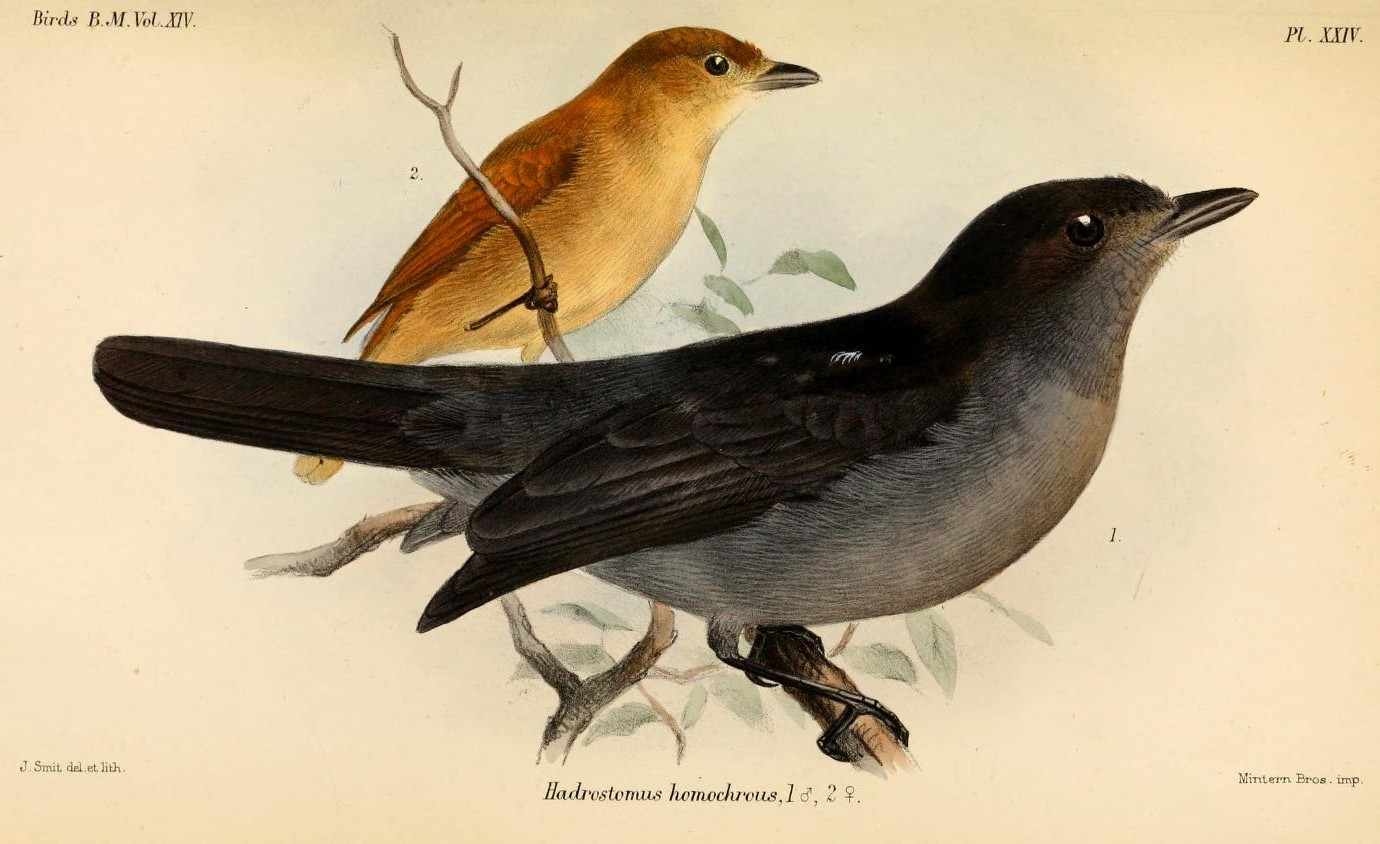
Mâle et femelle, illustration de Joseph Smit.

## Liste des sous-espèces
Selon la classification de référence du Congrès ornithologique international (15.1, 2025) :
- P. h. homochrous Sclater, 1859 — de l'est du Panama au nord du Pérou ;
- P. h. quimarinus (Meyer de Schauensee, 1950) — nord de la Colombie ;
- P. h. canescens (Chapman, 1912) — du nord-est de la Colombie au lac de Maracaibo.